# Nino Konis Santana

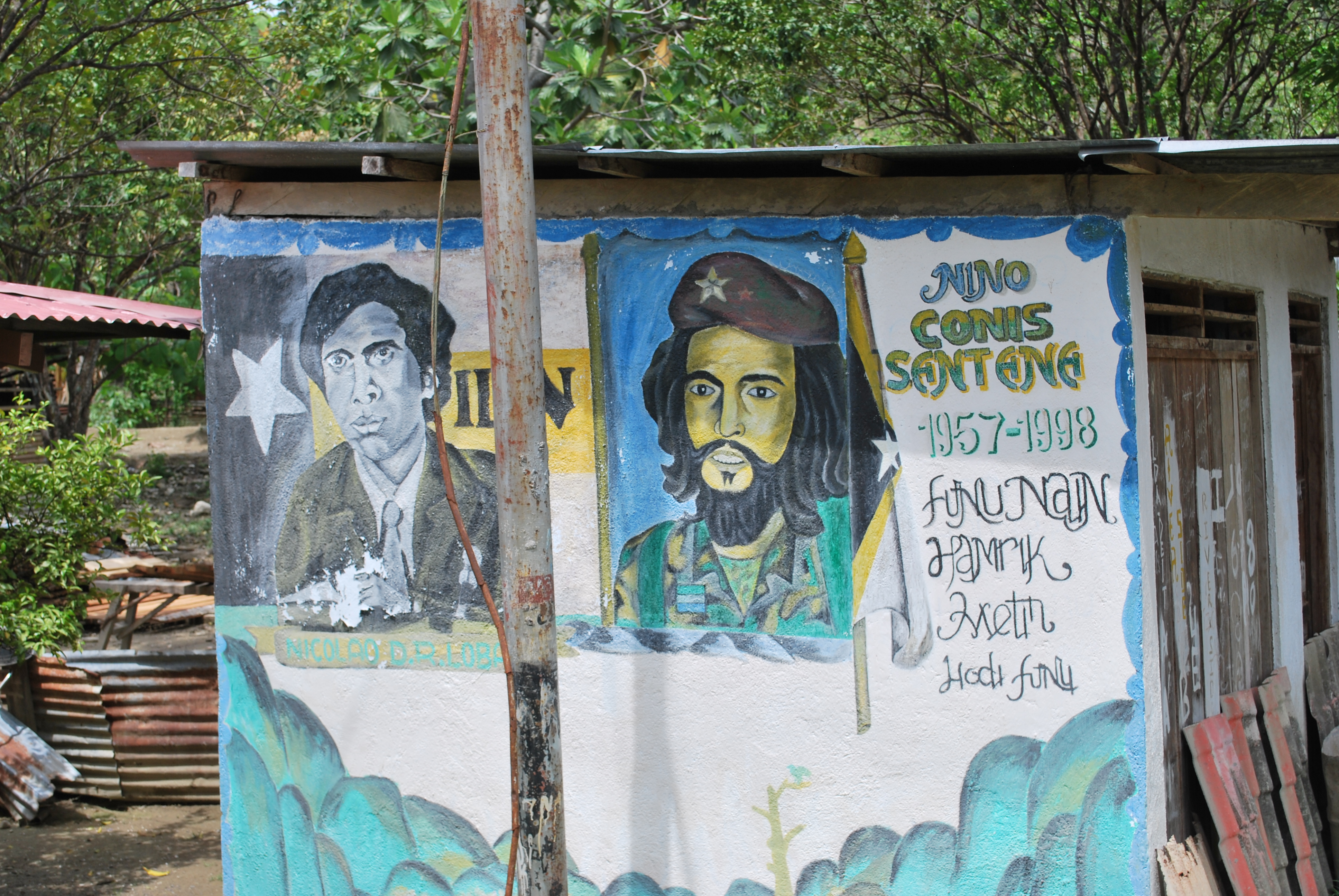
Muurschilderingen van Nicolau dos Reis Lobato en Nino Konis Santana in Uma Uain Craic, Viqueque

Nino Konis Santana (Vero, Tutuala, Lautém, 12 januari 1957 - Ermera, 11 maart 1998) was een Oost-Timorese vrijheidsstrijder die de Falintil-militie leidde tussen april 1993 en zijn dood in maart 1998 tijdens de Indonesische bezetting van Oost-Timor, als opvolger van Ma'huno Bulerek Karathayano nadat deze laatste in 1993 gevangen was genomen. Santana stierf bij een ongeluk, nadat hij tijdens een Indonesische hinderlaag in zijn been was geschoten. Hij werd opgevolgd door Taur Matan Ruak.